# Color Labs
 (novembre 2012).
Si vous disposez d'ouvrages ou d'articles de référence ou si vous connaissez des sites web de qualité traitant du thème abordé ici, merci de compléter l'article en donnant les références utiles à sa vérifiabilité et en les liant à la section « Notes et références ».
Color Labs, Inc. est une start-up basée à Palo Alto en Californie. Son principal produit est une application sociale de partage de photo baptisée « Color for Facebook » (sur iOS et Android), qui permet de prendre des clichés et de consulter ceux qui ont été pris dans les environs. L'application groupe les photos sur la base des relations d'amitié de l'utilisateur, pour rendre la sélection plus pertinente.
Le 31 décembre 2012, l'application ne sera plus disponible.

## Historique
- L'entreprise fait des débuts remarqués, quand les cofondateurs Bill Nguyen et Peter Pham commencent leur projet avec 41 millions de dollars de financement (dont 25 millions issus de Sequoia Capital, 9 millions de Bain Capital, et 7 millions sous forme de dette auprès de la Silicon Valley Bank). Color est nommé en hommage au logo de l'Apple II d'Apple, que Bill Nguyen décrit comme un tournant dans sa vie (il était alors âgé de 7 ans).
- Le domaine color.com est acheté en décembre 2010 pour 350 000 dollars. Le 24 mars 2011, Color lance son application « Color for Facebook » sur l'Apple Store.
- Une semaine plus tard, une mise à jour apporte des changements majeurs à l'interface, permettant notamment de consulter les photos prises aux alentours, d'accéder à un flux de photos pertinentes, et de consulter un historique des groupes auquel les utilisateurs peuvent contribuer. Des mots sous chaque nouvelle icône viennent expliciter ces nouveaux usages.
- En juin 2011, moins de trois mois après le lancement officiel de l'entreprise, Peter Pham quitte Color.
- Peu de temps après son lancement, l'application comptait plus d'un million de téléchargements ; mais en septembre 2011, le service dénombre moins de 100 000 utilisateurs actifs.
- En juillet 2011, il est révélé que Google a fait une offre de rachat de Color pour 200 millions de dollars avant leur premier lancement de produit. Mais Color aurait refusé la transaction.
- En septembre 2011? Doug Leone révèle que Sequoia Capital n'a investi que 3 jours avant le lancement officiel de Color.
- En octobre 2012 on apprend que le conseil d'administration de Color a décidé de fermer l'entreprise. D'autres sources le nient, mais suggèrent qu'un rachat par une autre entreprise est possible.

## Controverse
Dans les semaines qui suivent le lancement de Color for Facebook, une controverse de grande ampleur émerge autour du financement de la start-up, et de la qualité du produit final. Le premier lancement laissera beaucoup d'utilisateurs perplexes par son interface brouillonne et le manque de clarté de son intérêt. Sa première note sur l'App Store fut de 2 sur 5 étoiles. Dans une interview accordée à Robert Scoble en avril 2011, Peter Pham et Bill Nguyen reconnaissent que le lancement était une opportunité ratée, et reconnaissent qu'il manquait alors à l'application un rôle bien défini : « We threw out a network you don’t know how to get good at… We threw a mountain at people ».